# Awidyna

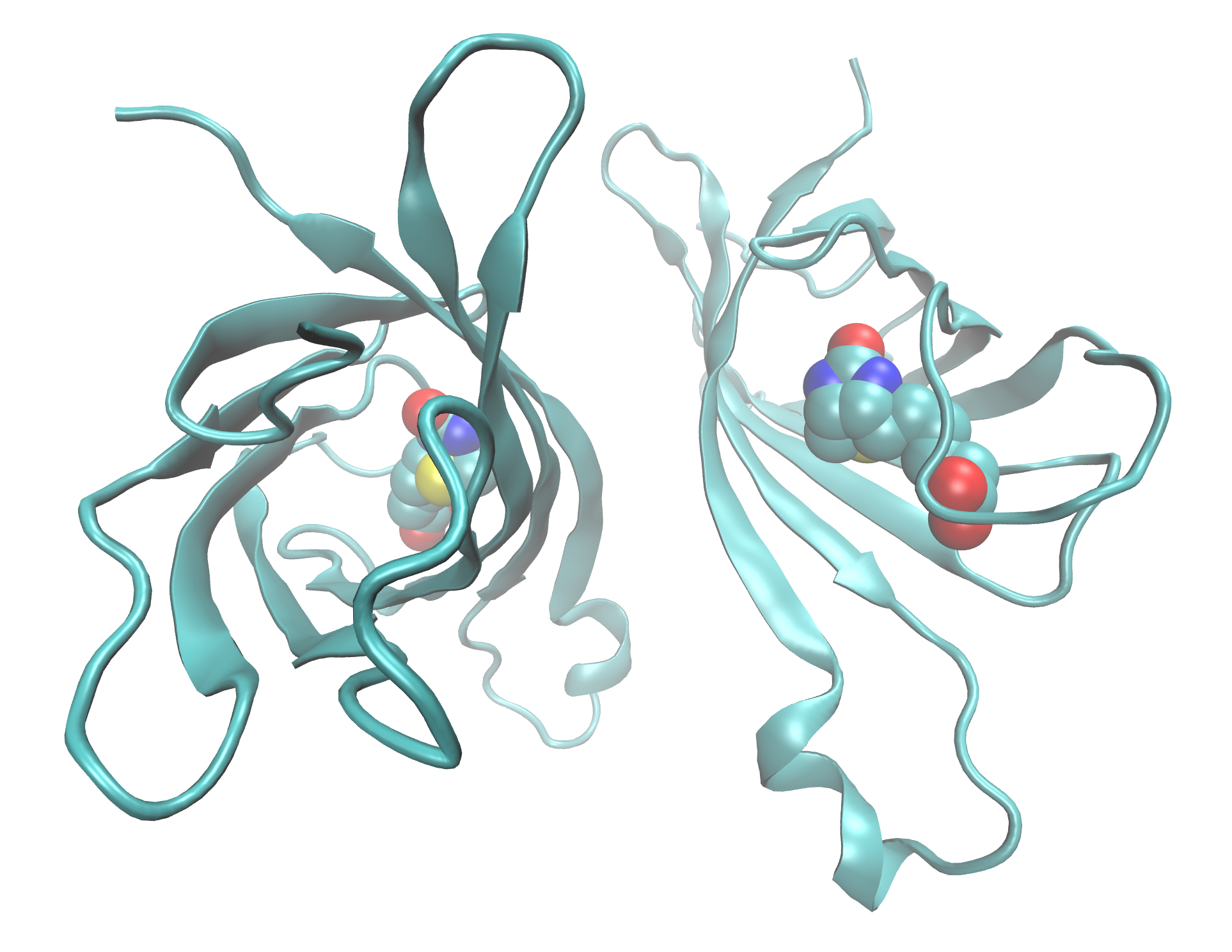
Model wstążkowy dimeru kurzej awidyny ze związanymi cząsteczkami biotyny

Awidyna – białko zwierzęce składające się z czterech łańcuchów polipetydowych, o masie ok. 70 kD, pI ok. 10, obecne w jajach. Wykazuje duże powinowactwo do biotyny (stała dysocjacji Kd kompleksu awidyna-biotyna wynosi 10−15 M) i jest to jedna z najmocniejszych zaobserwowanych w przyrodzie interakcji niekowalencyjnych. Jedna cząsteczka awidyny wiąże cztery cząsteczki biotyny. 
Kolumny z awidyną immobilizowaną na żelu polimetakrylowym znalazły zastosowanie do oczyszczania peptydów i białek. Występuje w tzw. białku jaj płazów i ptaków. Wiążąc biotynę, stymulującą namnażanie bakterii, chroni jaja przed zakażeniem. Spożywanie dużej ilości surowych jaj może doprowadzić do niedoboru biotyny.

## Działanie biologiczne
Awidyna to główna glikoproteina produkowana w jajowodzie ptaków, gadów i płazów, która jest gromadzona w białku ich jaj. W białku jaja kurzego awidyna stanowi około 0,05% ogólnej zawartości białek (w przybliżeniu 1,8 mg na jajko). Traktowana jest jako substancja antyodżywcza (antywitamina), gdyż bardzo silnie łączy się z biotyną (witaminą H) w jelicie przewodu pokarmowego. Niewłaściwe wchłanianie biotyny prowadzi do powstawania niedoborów tej witaminy w organizmie. Objawia się to zapaleniem skóry i języka, łojotokiem, wypadaniem włosów, niedokrwistością, podwyższeniem poziomu cholesterolu, depresją, apatią, nadwrażliwością czuciową i ogólnym osłabieniem. Przedłużająca się awitaminoza biotynowa jest przyczyną zmian skórnych, przede wszystkim zmian jej barwy i łuszczenia naskórka. U człowieka niedobór biotyny występuje rzadko. Obróbka cieplna unieczynnia awidynę, dlatego spożywanie ugotowanych jaj kurzych nie przeszkadza w prawidłowej gospodarce biotyny.

Struktura chemiczna cząsteczki biotyny (witaminy H)

Jako że biotyna wchodzi w skład wielu koenzymów jej związanie przez awidynę może prowadzić do zahamowania wielu szlaków metabolicznych. Awidyna tym samym staje się specyficznym inhibitorem tych reakcji i czego efektem może być:
- blokowanie procesu glukogenezy – biotyna jest grupą prostetyczną karboksylazy, która odpowiada za przenoszenie cząsteczki CO2 na cząsteczkę pirogronianu, czego produktem jest szczawiooctan; związanie biotyny przez awidynę uniemożliwia ten proces;
- blokowanie otrzymywania malonylo-CoA w biosyntezie kwasów tłuszczowych – hamowanie działania karboksylazy acetylo-CoA;
- blokowanie rozkładu leucyny – inhibicja karboksylacji β-metylokrotonylo-CoA do β-metyloglutakonylo-CoA.

## Budowa chemiczna
To tetrameryczne białko składa się z czterech identycznych podjednostek (homotetramer), z których każda może wiązać jedną cząsteczkę biotyny (witamina H), charakteryzując się przy tym dużym stopniem powinowactwa i specyficzności. Stała dysocjacji kompleksu awidyny z biotyną wynosi Kd=10−15 M, jest to jedno z najmocniejszych znanych oddziaływań niekowalencyjnych.
W swojej tetramerycznej formie awidyna charakteryzuje się masą cząsteczkową w przedziale 66–69 kDa. 10% tej masy obejmuje część węglowodanową złożoną z 4–5 cząsteczek mannozy i trzech fragmentów N-acetyloglukozaminowych. Każdy łańcuch polipeptydowy składa się 
ze 128 reszt aminokwasów, w obrębie których występuje jeden mostek disulfidowy. W strukturze drugorzędowej wyróżnić można 1 α-helisę i 8 β-struktur. Łańcuchy polipeptydowe nie są związane z sobą wiązaniami kowalencyjnymi. Ze względu na dużą ilość zasadowych reszt aminokwasowych białko to wykazuje charakter zasadowy, a jego punkt izoelektryczny znajduje się przy pH 10.
Awidyna jest bardzo dobrze rozpuszczalna w wodzie i roztworach soli. Jest wysoce niestabilna w warunkach utleniających, szczególnie w obecności promieniowania elektromagnetycznego.
Awidyna została wyizolowana w trzech formach. Jedna z nich, nieglikozylowana forma awidyny, pochodzi z ogólnodostępnego produktu, jednakże nie ma dowodów czy forma ta występuje naturalnie czy też jest efektem procesów produkcyjnych.

## Odkrycie awidyny
Awidyna została wykryta przez Esmonda Emersona Snella (1914–2003). Zauważył on, że kurczęta na diecie złożonej z surowego białka jaja wykazują znaczny deficyt biotyny, pomimo dostarczania tej witaminy z pokarmem. Pozwoliło to na wyciągnięcie wniosku, że w białku jaja znajduje się składnik wiążący biotynę, który Snell potwierdził badając in vitro komórki drożdży. Później Snell wyizolował składnik białka jaja odpowiedzialny za wiązanie biotyny i we współpracy z Paulem Gyorgym udowodnił, że wyizolowana przez niego proteina jest odpowiedzialna za wywoływanie niedoborów biotyny oraz „egg white injury”. Białko to zostało wstępnie nazwane awidalbuminą (dosłownie: głodna albumina) przez zespół naukowców z Uniwersytetu Texas. Nazwa białka została w toku późniejszych badań zmieniona na Awidyna, w związku z jego wysokim powinowactwem do biotyny (awid + biotyna).

## Zastosowanie awidyny
Kompleks awidyna-biotyna jest wykorzystywany w naukach biologicznych od lat 70. XX w. Dzięki dużej specyficzności tworzenia się kompleksu awidyna-biotyna i jego trwałości, awidynę wykorzystuje się jako sondę molekularną w wielu układach badawczych. Po odkryciu metod i reagentów do biotynylacji przeciwciał i innych biomolekuł, zastosowanie awidyny znacznie rozszerzyło się, m.in. w biotechnologii. Obecnie awidyna jest szeroko wykorzystywana w badaniach i diagnostyce oraz w przyrządach medycznych i farmaceutykach.
Powinowactwo awidyny do biotyny znajduje zastosowanie wśród wielu analiz biochemicznych, w tym testach Western blot, ELISA, ELISPOT oraz analizie typu pull-down (metoda in vitro, badająca fizyczne oddziaływania między dwoma lub więcej cząsteczkami białek). Awidyna immobilizowana na nośniku stałym jest również wykorzystywana w procesie oczyszczania, jako środek wychwytujący znakowane biotyną przeciwciała, białka, receptory oraz cząsteczki kwasów nukleinowych.
Metody badawcze wykorzystujące właściwości kompleksu awidyna-biotyna:
- Metoda izotopowych rozcieńczeń
- Metoda ICAT (Isotope-Coded Affinity Tags)
- Metody immunoenzymatyczne:
  - ABC (Avidin-Biotin Complex)
  - LAB (Labelled Avidin-Biotin)

## Zmodyfikowane formy awidyny
Jako glikoproteina o charakterze zasadowym awidyna może być wykorzystana do ukazania pewnych niespecyficznych oddziaływań w określonych warunkach środowiska. Neutrawidyna, deglikozylowana forma awidyny ze zmodyfikowanymi resztami argininy, wykazuje bardziej neutralną wartość pI. Jest ona wykorzystywana jako alternatywa awidyny, w przypadkach gdy występują problemy z oddziaływaniami niespecyficznymi. Deglikozylowana neutralna forma awidyny jest dostępna handlowo.
Ze względu na wyjątkowo dużą siłę wiązania awidyna-biotyna, dysocjacja powstałego kompleksu wymaga ekstremalnych warunków, które prowadzą również do denaturacji proteiny. Nieodwracalna natura kompleksu awidyna-biotyna może powodować pewne ograniczenia w zastosowaniu tego układu w chromatografii powinowactwa, w której uwalnianie wychwyconego ligandu jest cechą bardzo pożądaną. Naukowcom udało się stworzyć pochodną awidyny o zmniejszonym powinowactwie do biotyny. Uzyskano to przez modyfikację reszty tyrozyny (nitrowanie lub jodowanie) położonej w miejscu aktywnym. Zmodyfikowana awidyna charakteryzuje się silnym wiązaniem biotyny w pH 4, a uwolnienie związanej biotyny następuje w pH 10 i wyższym.
Monomeryczna forma awidyny ze zmniejszonym powinowactwem do biotyny, jest stosowana w wielu ogólnodostępnych żywicach wykorzystywanych w chromatografii powinowactwa. Monomeryczna awidyna powstaje w wyniku działania na immobilizowaną natywną awidynę mocznikiem lub chlorowodorkiem guanidyny (o stężeniu 6–8 M), uzyskuje się wówczas cząsteczkę o wyższej stałej dysocjacji Kd=10−7M. Umożliwia to uwalnianie związanych cząsteczek z matrycy zawierającej awidynę w łagodniejszych warunkach, nie powodujących denaturacji, używając niskiego stężenia biotyny lub warunków niskiego pH.